# Arto Bryggare

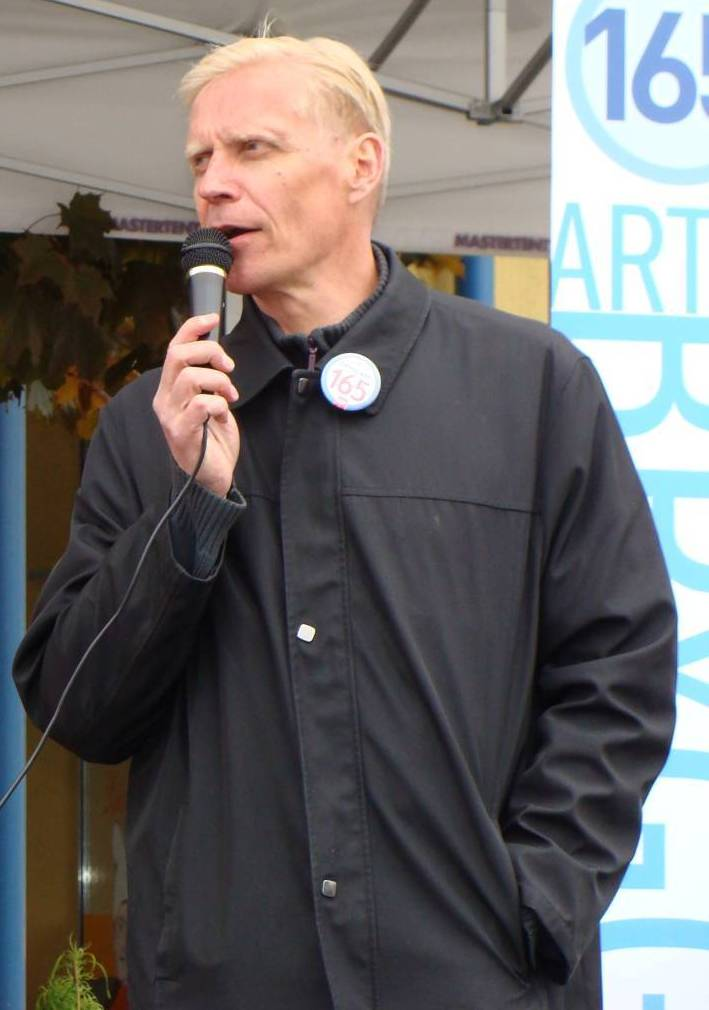
Arto Bryggare (Juni 2009)

Arto Kalervo Bryggare (* 26. Mai 1958 in Kouvola) ist ein finnischer ehemaliger Leichtathlet und Olympiateilnehmer.

## Allgemeines
Arto Bryggare gehörte ein Jahrzehnt lang zu den besten 110-Meter-Hürdenläufern Europas. Er war finnischer Meister auf seiner Spezialstrecke von 1977 bis 1987 und dann noch einmal 1992. Sein größter Erfolg war die Silbermedaille 1983 in 13,46 s bei den Heimweltmeisterschaften in Helsinki. Von 1995 bis 1999 und 2003 bis 2007 war Arto Bryggare für die Sozialdemokratische Partei Finnlands Mitglied des finnischen Parlaments. Im Januar 2019 heiratete Bryggare die ehemalige deutsche Leichtathletin Heike Drechsler, mit der er seit 2016 liiert ist.

## Weitere Erfolge

### Olympische Spiele
Arto Bryggare nahm dreimal an Olympischen Spielen teil:
- 1980: Platz 6 in 13,76 s
- 1984: Platz 3 in 13,40 s
- 1992 schied er im Vorlauf aus.

### Europameisterschaften
Arto Bryggare gewann drei Medaillen bei Freiluft-Europameisterschaften:
- 1978: Platz 3 in 13,56 s
- 1982: Platz 3 in 13,60 s
- 1986: Platz 2 in 13,42 s

### Erfolge in der Halle
Arto Bryggare gewann fünf Medaillen bei Halleneuropameisterschaften im 60-Meter-Hürdenlauf, bzw. 1981 im 50-Meter-Hürdenlauf:
- 1977 Platz 3 in 7,79 s
- 1979 Platz 2 in 7,67 s
- 1981 Platz 1 in 6,47 s
- 1983 Platz 2 in 7,60 s
- 1987 Platz 1 in 7,59 s

1987 belegte er bei den Hallenweltmeisterschaften Platz 5 in 7,68 s.